# Poranthera corymbosa
Poranthera corymbosa är en emblikaväxtart som beskrevs av Adolphe-Théodore Brongniart. Poranthera corymbosa ingår i släktet Poranthera och familjen emblikaväxter. Inga underarter finns listade i Catalogue of Life.